# ثجاثة
ثَجَّاثَة (الاسم العلمي Trichocera)، جنس حشرات من ذباب الرافعة الشتوية وتنتمي إلى فصيلة الثجاثيات. هناك ما لا يقل عن 110 نوع موصوف في جنس ثجاثة

.